# Gorgonopsidae
Los gorgonópsidos (Gorgonopsidae, en griego: "cara de gorgona", un ser mitológico monstruoso) son una familia extinta de terápsidos carnívoros del período Pérmico. Cuando estos terápsidos se desarrollaron, los pelicosaurios ya estaban en decadencia y los gorgonópsidos llegaron a estar por encima de los demás terápsidos en cadena alimenticia. Muchos científicos piensan que estos terápsidos eran de sangre caliente, a diferencia de sus ancestros los pelicosaurios. Los gorgonópsidos se extinguieron a finales del Pérmico.

## Clasificación
- Orden Therapsida
- Suborden Gorgonopsia
  - Familia Gorgonopsidae
    - Aelurognathus
    - Aelurosaurus
    - Aloposaurus
    - Arctognathus
    - Arctops
    - Broomisaurus
    - Cephalicustriodus
    - Cerdorhinus
    - Clelandina
    - Cyonosaurus
    - Dinogorgon
    - Eoarctops
    - Galesuchus
    - Gorgonops
    - Leontocephalus
    - Lycaenops
    - Paragalerhinus
    - Ruhuhucerberus
    - Scylacognathus
    - Sycosaurus
    - Viatkogorgon
    - Subfamilia Gorgonopsinae
      - Gorgonops
      - Sauroctonus
      - Scylacops

    - Subfamilia Rubidgeinae
      - Broomicephalus
      - Leogorgon
      - Niuksenitia
      - Prorubidgea
      - Rubidgea
      - Titanogorgon

    - Subfamilia Inostranceviinae
      - Inostrancevia
      - Pravoslavleria